# Аммонит (фильм)
«Аммонит» (англ. Ammonite) — художественный биографический фильм режиссёра Фрэнсиса Ли с Кейт Уинслет и Сиршей Ронан в главных ролях, премьера которого состоялась в сентябре 2020 года.

## Сюжет
Действие фильма происходит в середине XIX века. Главная героиня — Мэри Эннинг, которая живёт в маленьком приморском городке в Дорсете со своей пожилой матерью и занимается палеонтологией. Приехавший из Лондона археолог Родерик Мерчисон перед отъездом в Европу поручает заботам Мэри свою молодую жену Шарлотту. Между женщинами возникает роман. Позже Шарлотте приходится вернуться в Лондон. Она приглашает Мэри, к тому времени похоронившую мать, к себе и предлагает ей жить вместе. Та в гневе отвечает, что не станет для неё игрушкой. В финале героини фильма встречаются в Британском музее, у витрины с найденным когда-то Мэри ихтиозавром, и смотрят друг на друга через стекло.

## В ролях
- Кейт Уинслет — Мэри Эннинг
- Сирша Ронан — Шарлотт Мэрчисон
- Фиона Шоу — Элизабет Филпот
- Джемма Джонс — Молли Эннинг
- Джеймс Макардл — Родерик Мэрчисон
- Алек Секаряну — доктор Либерсон
- Клэр Рашбрук — Элеанор Баттерс

## Создание и оценки
Проект был анонсирован в декабре 2018 года. Съёмки начались 11 марта 2019 года в Дорсете, Англия. Премьера фильма состоялась 11 сентября 2020 года на кинофестивале в Торонто. На широкие экраны в США он вышел 13 ноября 2020 года, в Австралии фильм вышел 14 января 2021 года.
На сайте-агрегаторе отзывов Rotten Tomatoes фильм получил рейтинг 69 % со средней оценкой 6,7/10. Рецензенты с этого ресурса отметили «химию» между Сиршей Ронан и Кейт Уинслет. На сайте Metacritic фильм получил среднюю оценку 72 из 100, что означает «в целом благоприятные отзывы».
Кэти Райф из The A.V. Club поставила «Аммониту» «четверку» за отсутствие взаимопонимания между исполнителями главных ролей и непоследовательность в интонациях. The Hollywood Reporter включил фильм под номером 4 в свой список лучших картин 2020 года. «Аммонит» занял 27-е место в списке лучших фильмов года по версии IndieWire и 43-е по версии Esquire. Он попал и в список RogerEbert.com «Лучшие фильмы 2020 года».